# محمد جمال الهاشمي
السيّد محمد بن جمال الدين الموسوي‌ الكُلبايكاني الشهير بـالهاشمي (18 ديسمبر 1913 - 5 مارس 1977) عالم مسلم وكاتب وشاعر عراقي في القرن 20 م/ 14 هـ. ولد في النجف ونشأ به على والده جمال الدين الكلبايكاني ثم دخل المدرسة العلوية الإيرانية ثم تركها وانصرف إلى الدراسة الدينية فقرأ مقدماته الأولية علی جملة من أساتذة ثم درس السطوح الأصولية والفقهية علی محمد رضا المظفر وحسن البجنوردي ثم حضر الأبحاث العالية على والده وضياء الدين العراقي وأبو الحسن الأصفهاني. ربي جيلاً من الشعراء الشباب وعنى بهم وكان من المساهمين في جمعية منتدى النشر ومدرساً بها، وكذا جمعية الرابطة الأدبية وله قصائد شعرية بديعة نشرت في الصحف العراقية والعربية. طبع له من مؤلفات الأدب الجديد وهكذا عرفت نفسي والمرأة وحقوق الإنسان ومشكلة الإمام الغائب وحلها والإسلام في صلاته وزكاته وأصول الدين الإسلامي والزهراء. توفي في مسقط رأسه ودفن في وادي السلام. 

## سيرته
ولد بن محمد بن جمال الدين بن حسين بن الميرزا محمد علي بن علي نقي الموسوي الكلبايكاني الشهير بالهاشمي في النجف 20 محرم 1332 هـ/ 18 ديسمبر 1913 م ونشأ بها على والده جمال الدين الكلبايكاني (1878- 26 أغسطس 1957) ودخل المدرسة العلوية الإيرانية‌ ثم تركها وانصرف إلى الدراسة الدينية فقرأ مقدماته الأولية على عبد الأمير البصري، وشمس التبريزي ومحمد تقي الإصفهاني والسطوح الأصولية والفقهية على محمد رضا المظفر وميرزا محمد العراقي ومحمد تقي آل رضا وحسن البجنوردي وموسی الجصاني ثم حضر الأبحاث العالية على والده وضياء الدين العراقي وأبو الموسوي الإصفهاني. ربي جيلاً من الشعراء الشباب وعني بهم وكان من المساهمين في جمعية منتدى النشر ومدرساً بها، وكذا جمعية الرابطة الأدبية صار إمام الجماعة خلفاً لوالده وتولی حل المسائل والمشاكل الشرعية.
توفي في النجف 15 ربيع الأول 1397 هـ/ 5 مارس 1977 م ودفن في وادي السلام.

## مؤلفاته
- الأدب الجديد، 1938
- هكذا عرفت نفسي،
- المرأة وحقوق الإنسان
- مشكلة الإمام الغائب وحلها، 1958
- الإسلام في صلاته وزكاته، 1961
- أصول الدين الإسلامي، 1962
- الزهراء
- الأخلاق في ضوء القرآن، مخطوط
- تاريخ الأدب العربي، مخطوط
- الأدب القديم، مخطوط
- حاشية على مطول التفتازاني، مخطوط
- حاشية على كفاية الأصول، مخطوط
- حاشية على رسائل الأنصاري، مخطوط
- حاشية على مكاسب الأنصاري، مخطوط
- تقريرات الأصول من بحث العراقي، مخطوط
- تقريرات الفقه من بحث والده، مخطوط
- الأوتار المنظومة، مخطوط
- الأنغام في الموشحات، مخطوط
- الملحمة الجيل، مخطوط
- الهاشميات فيما قاله في آل البيت، مخطوط
- ديوان شعره، مخطوط